# Finala Cupei României 2014
Finala Cupei României 2014 a fost un meci de fotbal, care a avut loc la data de 23 mai 2014, pe Arena Națională din București. Partida a avut loc între echipele ajunse în ultimul act al competiției, respectiv Astra Giurgiu și Steaua București. Câștigătoarea va juca în Supercupa României 2014 cu campiona Ligii I. Meciul a fost câștigat de Astra Giurgiu, care a învins Steaua București cu 4-2 la loviturile de departajare. Aceasta a fost prima finală care a avut șapte arbitri.

## Drumul către finală
Pentru mai multe detalii, vedeți Cupa României 2013-2014.
AFC Astra Giurgiu a intrat în competiție în faza șaisprezecimilor, deoarece a participat în Liga I 2012-2013. În această fază au întâlnit pe teren propriu, pe ACS Berceni, din Liga a II-a, calificându-se în optimi după ce au învins cu 4-1. În optimi giurgiuvenii au trecut, în deplasare, de Gaz Metan Mediaș cu scorul de 1-0, marcatorul fiind Júnior Morais '86. În sferturi, Astra a reușit să câștige cu 3-0 împotriva echipei FC Viitorul Constanța. Calificarea în finală au obținut-o învingând în dublă manșă pe Petrolul Ploiești cu 2-1 la general (0-0 în turul de la Ploiești și 2-1 în retur), pentru Astra marcând Budescu '52 și Paul Papp '93.
Steaua București a intrat în competiție în faza șaisprezecimilor, deoarece a participat la Liga I 2012-2013. În această fază au întâlnit, acasă, pe Avântul Bârsana, din Liga a IV-a, calificându-se pentru optimi după ce au învins cu 4-0. Au obținut calificarea în sferturi, după ce au învins cu 2-0, pe teren propriu, pe ACS Poli Timișoara. În sferturi au eliminat formația Oțelul Galați, câștigând cu scorul de 2-0, goluri fiind marcate de Piovaccari și Târnovan. Calificarea în finală a venit în urma dublei cu Dinamo București, câștigată cu scorul de 6-2 la general (5-2 în tur și 1-1 în retur).
| Steaua București   | Steaua București              | Runda         | Astra Giurgiu      | Astra Giurgiu                 |
| ------------------ | ----------------------------- | ------------- | ------------------ | ----------------------------- |
| Adversar           | Rezultate                     |               | Adversar           | Rezultate                     |
| FC Avântul Bârsana | 4–0 (A)                       | Șaisprezecimi | ACS Berceni        | 4–1 (A)                       |
| ACS Poli Timișoara | 2–0 (A)                       | Optimi        | Gaz Metan          | 0–1 (D)                       |
| Oțelul             | 2–0 (A)                       | Sferturi      | Viitorul Constanța | 0–3 (D)                       |
| Dinamo             | 5–2 acasă și 1–1 în deplasare | Semifinale    | Petrolul Ploiești  | 0–0 în deplasare și 2–1 acasă |

## Meci

### Detalii
| FCSB                                 | 0–0 (d.p.) (d.p.) | Astra Giurgiu                                         |
| ------------------------------------ | ----------------- | ----------------------------------------------------- |
|                                      | Casetă tehnică    |                                                       |
| Keșerü · Varela · Pintilii · Szukała | 2–4               | Laban · Júnior Morais · Cristescu · Budescu · Yazalde |

| STEAUA | ASTRA |

|                      |    |                     |      |     |
|                      |    |                     |      |     |
| P                    | 12 | Ciprian Tătărușanu  |      |     |
| F                    | 17 | Daniel Georgievski  | 36'  | 44' |
| F                    | 33 | Fernando Varela     |      |     |
| F                    | 4  | Łukasz Szukała      | 88'  |     |
| F                    | 14 | Iasmin Latovlevici  |      |     |
| M                    | 5  | Mihai Pintilii      | 105' |     |
| M                    | 11 | Andrei Prepeliță    | 56'  | 71' |
| M                    | 77 | Adrian Popa         |      | 80' |
| M                    | 18 | Lucian Sânmărtean   | 53'  |     |
| M                    | 10 | Cristian Tănase     |      |     |
| A                    | 7  | Alexandru Chipciu   |      |     |
| Rezerve:             |    |                     |      |     |
| P                    | 1  | Florin Niță         |      |     |
| F                    | 2  | Cornel Râpă         |      | 71' |
| M                    | 22 | Paul Pârvulescu     |      |     |
| M                    | 23 | Nicolae Stanciu     |      |     |
| M                    | 25 | Federico Piovaccari |      | 80' |
| F                    | 28 | Claudiu Keșerü      |      | 44' |
| A                    | 80 | Gabriel Iancu       |      |     |
|                      |    |                     |      |     |
| Antrenor:            |    |                     |      |     |
| Laurențiu Reghecampf |    |                     |      |     |

|               |    |                    |      |     |
|               |    |                    |      |     |
| P             | 1  | Silviu Lung Jr.    |      |     |
| F             | 77 | Alexandru Mățel    |      |     |
| F             | 5  | Syam Ben Youssef   | 64'  |     |
| F             | 25 | Valerică Găman     | 30'  |     |
| F             | 13 | Júnior Morais      | 103' |     |
| M             | 6  | Seidu Yahaya       |      | 91' |
| M             | 14 | Vincent Laban      | 117' |     |
| M             | 37 | Karim Yoda         |      |     |
| M             | 10 | Constantin Budescu |      |     |
| A             | 19 | Sadat Bukari       |      | 73' |
| A             | 21 | Yazalde            | 84'  |     |
| Rezerve:      |    |                    |      |     |
| P             | 33 | Dănuț Coman        |      |     |
| M             | 8  | Takayuki Seto      |      |     |
| A             | 11 | Denis Alibec       | 98'  | 73' |
| M             | 18 | Marian Cristescu   | 92'  | 91' |
| F             | 23 | Paul Papp          |      |     |
| M             | 28 | Alexandru Ioniță   |      |     |
| M             | 91 | William            |      |     |
| Antrenor:     |    |                    |      |     |
| Daniel Isăilă |    |                    |      |     |

| Oficialii meciului - Arbitrii asistenți: Octavian Șovre, Miklos Istvan Nagy - Arbitrii adiționali: Istvan Kovacs, Adrian Comănescu | Reguli - 90 minute. - 30 minute de prelungire dacă scorul rămâne egal (două reprize de 15 minute). - Lovituri de departajare dacă scorul rămâne egal după 120 de minute. - Șapte rezerve. - Maxim trei schimbări. |